# Jordán Carrillo
Pour les articles homonymes, voir Carrillo.
Jordan Carrillo, né le 30 novembre 2001 à Culiacán au Mexique, est un footballeur mexicain qui évolue au poste d'ailier gauche au Santos Laguna.

## Biographie

### Carrière en club
Né à Culiacán au Mexique, Jordan Carrillo est formé au Santos Laguna. Il joue son premier match en professionnel le 23 janvier 2020, lors d'une rencontre de coupe du Mexique face aux Pumas UNAM. Il entre en jeu à la place de Adrián Lozano et son équipe l'emporte par quatre buts à deux. Carillo se révèle comme l'un des joueurs mexicains les plus prometteurs, il est notamment élu meilleur jeune joueur du championnat en 2021.
Le 27 juillet 2022, Carillo est prêté en Espagne, au Sporting Gijón pour la durée d'une saison.

### En sélection
En avril 2022, Jordan Carrillo est convoqué pour la première fois avec l'équipe nationale du Mexique par le sélectionneur Gerardo Martino. Il honore sa première sélection le 27 avril 2022 contre le Guatemala. Il entre en jeu à la place de Alejandro Zendejas et les deux équipes se neutralisent sur un score nul et vierge de 0-0,.